# Oedura fimbria
Oedura fimbria (західний мармуровий оксамитовий гекон) — вид геконоподібних ящірок родини диплодактилідів (Diplodactylidae). Ендемік Австралії. Описаний у 2016 році.

## Поширення й екологія
Західні мармурові оксамитові гекони мешкають у регіонах Пілбара, Гаскойн та Мерчисон на заході Західної Австралії. Вони живуть серед скель, у печерах і ущелинах.